# Crepidula ustulatulina
Crepidula ustulatulina is een slakkensoort uit de familie van de Calyptraeidae. De wetenschappelijke naam van de soort is voor het eerst geldig gepubliceerd in 2002 door Collin.